# 이오플로우
이오플로우(Eoflow)는 대한민국의 웨어러블 인슐린펌프 기업으로, 경기도 성남시에 본사를 두고 있다.

## 소송
웨어러블 인슐린 펌프 개발기업 인슐렛(Insulet)과의 미국 매사추세츠 지방법원에서 해외 지적재산권(IP) 침해 및 부정경쟁 소송(Insulet Corporation v. EOFlow, Co. Ltd. et al)이 진행 중이다
또한 인슐렛은 이오플로우와 함께 이 회사와 관련된 인슐렛 전 직원 3명을 상대로도 소송을 제기했다. 2024년 인슐렛의 해외 지적재산권 침해 가처분 신청이 유럽통합특허법원 밀라노 중앙법원이 기각되었다.
2025년 가처분 항소심에서 패소하며, 유럽연합(EU) 내 16개국에서 자사 제품의 판매 및 유통이 금지되는 명령을 받았다.

## 거래정지
2025년 3월 감사인의 감사에서 감사 절차 제약과 계속기업 가정의 불확실성 등을 이유로 의견 거절을 받아 관리종목에 지정을 받고 주식거래가 정지되었다.